# Pronom et adjectif pronominal en roumain
Pour un article plus général, voir Roumain.
Cet article traite de la morphologie des mots que les grammaires du roumain prennent en compte comme des pronoms et des adjectifs pronominaux personnels, réfléchis, de renforcement, possessifs, démonstratifs, interrogatifs, relatifs, indéfinis et négatifs.
Le roumain est une langue flexionnelle comme les langues romanes occidentales, mais il l’est dans une plus grande mesure que celles-ci. Comme dans les autres langues romanes, les pronoms roumains se caractérisent par des traits tels le nombre et le genre. L’expression de toutes les personnes est limitée aux pronoms personnels et aux pronoms/adjectifs possessifs.
Si les noms roumains peuvent être masculins, féminins ou neutres, ces derniers l’étant dans le sens qu’il y a des noms masculins au singulier et féminins au pluriel, les pronoms et les adjectifs pronominaux ne peuvent être que masculins ou féminins, puisqu’ils s’accordent au masculin singulier, au masculin pluriel, au féminin singulier ou au féminin pluriel.
L’une des spécificités du roumain est d’avoir gardé des éléments de déclinaison. Dans les grammaires du roumain on prend en compte cinq cas, dont quatre concernent les pronoms aussi : nominatif, génitif, datif et accusatif. Sauf pour le pronom personnel et le pronom réfléchi, la forme de l’accusatif ne se distingue pas de celle du nominatif, c’est pourquoi on parle souvent de nominatif-accusatif. De même, la forme du datif est identique à celle du génitif, ce qui fait parler de génitif-datif.

## Les pronoms personnels
Les pronoms personnels roumains ont pour origine les mêmes pronoms latins dont proviennent les pronoms personnels français. Ils se déclinent comme suit :
| Nominatif       | Génitif | Datif    | Datif  | Accusatif | Accusatif |
| Nominatif       | Génitif | toniques | atones | toniques  | atones    |
| --------------- | ------- | -------- | ------ | --------- | --------- |
| eu « je, moi »  | –       | mie      | îmi    | mine      | mă        |
| tu « tu, toi »  | –       | ție      | îți    | tine      | te        |
| el « il, lui »  | lui     | lui      | îi     | el        | îl        |
| ea « elle »     | ei      | ei       | îi     | ea        | o         |
| noi « nous »    | –       | nouă     | ne     | noi       | ne        |
| voi « vous »    | –       | vouă     | vă     | voi       | vă        |
| ei « ils, eux » | lor     | lor      | le     | ei        | îi        |
| ele « elles »   | lor     | lor      | le     | ele       | le        |

Au nominatif, les pronoms personnels n’ont pas de formes différentes selon qu’ils sont toniques ou atones. Leur emploi n’est pas obligatoire avec le verbe, puisque les désinences de celui-ci distinguent en général les personnes. On les utilise pour mettre en relief une personne par rapport à une autre : Eu sunt profesoara, ea e o studentă! « C’est moi la professeure, elle, elle est une étudiante ! »

### Attachement des formes atones
Les pronoms personnels atones ont des formes s’attachant au mot qui les suit ou qui les précède, avec lequel ils forment un seul mot du point de vue phonétique. Cela vaut généralement pour les mots commençant ou se terminant en voyelle, mais le pronom o s’attache également au participe utilisé dans les formes verbales composées et au gerunziu, bien que ceux-ci se terminent en consonne.
Il y a des cas où l’attachement n’est pas obligatoire. Par exemple, dans la parole relativement lente, bien articulée, on entend Mă ascultă și îmi răspunde « Il/Elle m’écoute et me répond », mais dans la parole rapide cela devient Mă ascultă și-mi răspunde. À l’écrit, l’attachement est marqué par le trait d'union.
L’attachement se fait souvent par la chute de certaines voyelles. Dans l’exemple précédent, c’est la première voyelle du pronom qui tombe, dans d’autres cas, c’est la voyelle finale du mot précédant le pronom : Nu o ascultă ou N-o ascultă « Il/Elle ne l’écoute pas » (« l’ » féminin). La voyelle initiale du mot suivant le pronom aussi peut tomber, à condition que ce soit î: Mă întreabă ou Mă-ntreabă ceva « Il/Elle me demande quelque chose ».
Dans certains cas, l’attachement se fait par un -u- de liaison, par exemple lorsque le verbe au gerunziu est suivi d’un autre pronom atone que o : văzându-vă « en vous voyant ».
Dans d’autres cas, il n’y a pas de chute de voyelle, mais celle du pronom atone devient semi-voyelle et forme une diphtongue avec la voyelle initiale du mot suivant : dans la phrase Ne ascultă [ne.as'kultə] « Il/Elle nous écoute », le e de ne est vocalique, mais dans Ne-a ascultat [ne̯a.askul'tat] ’Il/Elle nous a écouté(e)s’, cet e est semi-vocalique.
Le tableau ci-dessous présente les cas où l’attachement est obligatoire.
| Cas | Pronom | Forme attachée | Position                                      | Exemple                                                     |
| --- | ------ | -------------- | --------------------------------------------- | ----------------------------------------------------------- |
| A.  | mă     | m-             | devant une voyelle                            | m-a ascultat ’il/elle m’a écouté(e) »                       |
| A.  | mă     | -mă            | après une voyelle                             | ascultându-mă « en m’écoutant »                             |
| A.  | te     | te- [te̯]       | devant une voyelle                            | te-aș asculta « je t’écouterais »                           |
| A.  | te     | -te [te]       | après une voyelle                             | ascultându-te « en t’écoutant »                             |
| A.  | îl     | l-             | devant une voyelle                            | l-am ascultat « je l’ai écouté »                            |
| A.  | îl     | -l             | après une voyelle                             | ascultă-l ! « écoute-le ! »                                 |
| A.  | o      | -o             | après une voyelle                             | ne-o trimite « il/elle nous l’envoie » (« l’ » féminin)     |
| A.  | o      | -o             | après une consonne                            | ascultând-o « en l’écoutant » (« l’ » féminin)              |
| A.  | ne     | ne- [ne̯]       | devant une voyelle                            | ne-ar asculta « il/elle nous écouterait »                   |
| A.  | ne     | -ne [ne]       | après une voyelle                             | ascultă-ne ! « écoute-nous ! »                              |
| A.  | vă     | v-             | devant une voyelle                            | v-a ascultat « il/elle vous a écout(e)(s) »                 |
| A.  | vă     | -vă            | après une voyelle                             | ascultându-vă « en vous écoutant »                          |
| A.  | îi     | i- [j]         | devant une voyelle                            | i-ar fi ascultat « il/elle les aurait écoutés »             |
| A.  | îi     | -i [j]         | après une voyelle                             | mi-i trimite « il/elle me les envoie » (« les » masculin)   |
| A.  | le     | le- [le̯]       | devant une voyelle                            | le-a ascultat « il/elle les a écoutées »                    |
| A.  | le     | -le [le]       | après une voyelle                             | ascultă-le ! « écoute-les ! » (« les » féminin)             |
| D.  | îmi    | mi- [mj]       | devant une voyelle                            | mi-ai trimis « tu m’as envoyé (à moi) »                     |
| D.  | îmi    | -mi [mʲ]       | après une voyelle                             | trimițându-mi « en m’envoyant (à moi) »                     |
| D.  | îmi    | -mi- [mi]      | après une voyelle et devant un autre pronom   | trimițându-mi-le « en me les envoyant » (« les » féminin)   |
| D.  | îți    | ți- [t͡sj]      | devant une voyelle                            | ți-am trimis « je t’ai envoyé (à toi) »                     |
| D.  | îți    | -ți [t͡sʲ]      | après une voyelle                             | nu-ți trimit « je ne t’envoie pas (à toi) »                 |
| D.  | îți    | -ți- [t͡si]     | après une voyelle et devant un autre pronom   | trimițându-ți-le « en te les envoyant » (« les » féminin)   |
| D.  | îi     | i- [j]         | devant une voyelle                            | i-am trimis « je lui ai envoyé »                            |
| D.  | îi     | -i [j]         | après une voyelle                             | să-i trimitem « envoyons-lui »                              |
| D.  | îi     | -i- [i]        | après une voyelle et devant un autre pronom   | trimițându-i-le « en les lui envoyant » (« les » féminin)   |
| D.  | ne, ni | ne- [ne̯]       | devant une voyelle                            | ne-o trimite « il/elle nous l’envoie » (« l’ » féminin)     |
| D.  | ne, ni | ni-            | devant les pronoms à l'accusatif -l et -i     | ni-l trimite « il/elle nous l’envoie » (« l’ » masculin)    |
| D.  | ne, ni | -ni-           | après une voyelle et devant un autre pronom   | trimițându-ni-le « en nous les envoyant » (« les » féminin) |
| D.  | ne, ni | -ne [ne]       | après une voyelle                             | trimite-ne ! « envoie-nous ! (à nous) »                     |
| D.  | vă, vi | v-             | devant une voyelle                            | v-ar trimite « il/elle vous enverrait (à vous) »            |
| D.  | vă, vi | -v-            | après une voyelle et devant une autre voyelle | trimițându-v-o « en vous l’envoyant » (« l’ » féminin)      |
| D.  | vă, vi | vi-            | devant les pronoms à l'accusatif -l et -i     | vi-l trimite « il/elle vous l’envoie » (« l’ » masculin)    |
| D.  | vă, vi | -vi-           | après une voyelle et devant un autre pronom   | trimițându-vi-i « en vous les envoyant » (« les » masculin) |
| D.  | vă, vi | -vă            | après une voyelle                             | trimițându-vă « en vous envoyant (à vous) »                 |
| D.  | le     | le- [le̯]       | devant une voyelle                            | le-a trimis « il/elle leur a envoyé »                       |
| D.  | le     | li-            | devant les pronoms à l'accusatif -l et -i     | li-l trimite « il/elle le leur envoie »                     |
| D.  | le     | -li-           | après une voyelle et devant un autre pronom   | trimițându-li-i « en les leur envoyant » (« les » masculin) |
| D.  | le     | -le [le]       | après une voyelle                             | trimițându-le « en leur envoyant »                          |

### Les pronoms personnels de politesse
Deux pronoms de politesse étaient de la 3e personne à leur origine mais ultérieurement, ils sont devenus de la 2e personne. Ils expriment deux degrés différents de politesse.
Dumneata a évolué de domnia ta « ta seigneurie ». Son génitif-datif est dumitale. Au XXIe siècle, il n’est employé avec une valeur neutre que dans les milieux populaires, dans la langue courante c’est plutôt condescendant. Par exemple, un supérieur hiérarchique peut l’utiliser en parlant à un subordonné, mais l’inverse n’est pas possible selon l’usage. Lorsqu’il est sujet, le verbe est à la 2e personne du singulier : Dumneata ești american? « Vous êtes américain ? » Le pluriel de ce pronom se confond avec le pronom ci-après.
Dumneavoastră était à l’origine domnia voastră « votre seigneurie ». Il ne se décline pas, étant également invariable quant au genre et au nombre. Quand il est sujet, le verbe se met à la 2e personne du pluriel : Dumneavoastră sunteți din Statele Unite? « Vous venez des États-Unis ? »
Il y a aussi des pronoms de politesse utilisés pour la 3e personne, dumnealui (m. sg.) (< domnia lui « sa seigneurie à lui »), dumneaei (f. sg.) (< domnia ei « sa seigneurie à elle »), dumneasa (m. et f. sg.) (< domnia sa « sa seigneurie »), dumnealor (pl.) (< domnia lor « leur seigneurie »). De ces formes, seule dumneasa se décline : G.-D. dumisale « son, sa, ses », « à lui/elle ».
Un autre pronom se référant à la 3e personne, qui n’exprime pas nécessairement la politesse mais peut être utilisé avec une telle valeur, est dânsul (m. sg.), dânsa (f. sg.), dânșii (m. pl.), dânsele (f. pl.). Son génitif-datif est dânsului « son, sa, ses », « à lui » ; dânsei « son, sa, ses », « à elle » ; dânșilor « leur », « à eux » ; dânselor « leur », « à elles ».

## Les pronoms réfléchis
Comme en français, les pronoms réfléchis de la 1re et de la 2e personnes (mă, te, ne, vă) ne diffèrent pas des pronoms personnels qui se réfèrent à une autre personne que le sujet, seuls ceux de la 3e personne étant différents. Par contre, en roumain, à la 3e personne, les formes au datif (c’est-à-dire en fonction de complément d'objet indirect d’attribution) sont différentes de celles à l’accusatif (complément d'objet direct).
- Au datif :

– formes atones : Își povestesc aventurile unul altuia « Ils se racontent leurs aventures l’un à l’autre » ; dulapul pe care și l-a cumpărat « l'armoire qu’il/elle s’est achetée » ;
– forme tonique : Își face rău sie însuși « Il se fait du mal à lui-même ».
- À l’accusatif :

– forme atone : Se piaptănă « Il/Elle se peigne / Ils/Elles se peignent » ;
– forme tonique : Se disprețuiește pe sine « Il/Elle se méprise lui/elle-même ».
Ces pronoms aussi ont des formes attachées au mot voisin :
| Pronom | Forme attachée | Position                                    | Exemple                                               |
| ------ | -------------- | ------------------------------------------- | ----------------------------------------------------- |
| își    | și- [ʃj]       | devant une voyelle                          | și-ar face « il(s)/elle(s) se ferai(en)t »            |
| își    | -și [ʃʲ]       | après une voyelle                           | să-și facă « qu’il(s)/elle(s) se fasse(nt) »          |
| își    | -și- [ʃi]      | après une voyelle et devant un autre pronom | făcându-și-i « en se les faisant » (« les » masculin) |
| se     | s-             | devant une voyelle                          | s-a îmbrăcat « il/elle s’est habillé(e) »             |
| se     | -se            | après une voyelle                           | îmbrăcându-se « en s’habillant »                      |

Au datif, le pronom réfléchi peut exprimer la possession. Parfois, deux constructions équivalentes sont possibles : Îmi ascult fratele (avec le pronom réfléchi) ou Îl ascult pe frate-meu (avec l’adjectif possessif) « J’écoute mon frère ». D’autres fois, seule la construction avec le pronom réfléchi est correcte : Și-a irosit viața « Il/Elle a gaspillé sa vie ».

## Les adjectifs pronominaux de renforcement
L’emploi pronominal de ces mots est déjà désuet, c’est pourquoi ils sont utilisés en tant qu’adjectifs pronominaux, parfois avec un nom, mais surtout avec un pronom personnel, un pronom réfléchi, éventuellement avec d’autres pronoms, qui peuvent aussi être adjectifs pronominaux.
L’adjectif pronominal de renforcement peut être placé devant ou après un nom ou un pronom démonstratif : însuși autorul / autorul însuși « l’auteur même », însăși aceasta / aceasta însăși « celle-ci même ».
Avec les pronoms personnels, les adjectifs pronominaux de renforcement sont généralement postposés :
- eu însumi (m.), eu însămi (f.) « moi-même » ;
- tu însuți (m.), tu însăți (f.) « toi-même » ;
- dumneata însuți/însăți « vous-même » (de politesse) ;
- el însuși « lui-même » ;
- ea însăși « elle-même » ;
- dumnealui însuși « lui-même » (de politesse) ;
- dumneaei însăși « elle-même » (de politesse) ;
- noi înșine (m.), noi însene (f.) « nous-mêmes » ;
- voi înșivă (m.), voi însevă (f.) « vous-mêmes » ;
- dumneavoastră înșivă « vous-même(s) » m. (de politesse) ;
- dumneavoastră însevă « vous-même(s) » f. (de politesse) ;
- ei înșiși « eux-mêmes » ;
- ele însele/înseși « elles-mêmes » ;
- dumnealor înșiși « eux-mêmes » (de politesse) ;
- dumnealor înseși « elles-mêmes » (de politesse).

Avec les pronoms réfléchis de la troisième personne :
- au datif (COI) : sie însuși « à soi-même » m., sie însăși « à soi-même » f. ;
- à l’accusatif (COD) : pe sine însuși « soi-même » m., pe sine însăși « soi-même » f.

Les adjectifs proniminaux de renforcement s’accordent en genre et en nombre mais non pas en cas : mie însumi/însămi « à moi-même ».

## Les possessifs
Les adjectifs possessifs roumains sont les suivants :
| Possesseur(s)         | Objet(s) possédé(s)       | Genre  | 1re personne                           | 2e personne                        | 3e personne                       |
| --------------------- | ------------------------- | ------ | -------------------------------------- | ---------------------------------- | --------------------------------- |
| Un possesseur         | Un objet possédé          | m., n. | pantoful meu « mon soulier »           | camionul tău « ton camion »        | fiul său « son fils »             |
| Un possesseur         | Un objet possédé          | f.     | cartea mea « mon livre »               | floarea ta « ta fleur »            | școala sa « son école »           |
| Un possesseur         | Plusieurs objets possédés | m.     | părinții mei « mes parents »           | bunicii tăi « tes grands-parents » | frații săi « ses frères »         |
| Un possesseur         | Plusieurs objets possédés | f., n. | surorile mele « mes sœurs »            | problemele tale « tes problèmes »  | grijile sale « ses soucis »       |
| Plusieurs possesseurs | Un objet possédé          | m., n. | omul nostru « notre homme »            | calul vostru « votre cheval »      | directorul lor « leur directeur » |
| Plusieurs possesseurs | Un objet possédé          | f.     | mama noastră « notre mère »            | fiica voastră « votre fille »      | casa lor « leur maison »          |
| Plusieurs possesseurs | Plusieurs objets possédés | m.     | nepoții noștri « nos neveux »          | elevii voștri « vos élèves »       | studenții lor « leurs étudiants » |
| Plusieurs possesseurs | Plusieurs objets possédés | f., n. | telefoanele noastre « nos téléphones » | mașinile voastre « vos voitures »  | ideile lor « leurs idées »        |

Les adjectifs possessifs féminins singuliers se déclinent. Leur génitif-datif est : mea → mele, ta → tale, sa → sale, noastră → noastre, voastră → voastre. Exemple en phrase : Acesta este tatăl prietenei noastre « C’est le père de notre amie ».
Il est à noter une différence importante dans l’utilisation des adjectifs possessifs en roumain et en français : en roumain, l’adjectif possessif ne remplace pas l’article défini.
À la différence du français, les pronoms possessifs ne diffèrent pas des adjectifs correspondants. Ceux-ci deviennent pronoms si l’on place devant eux l’article possessif se référant à l’objet/aux objets possédé(s) : Cărțile mele sunt pe masă « Mes livres sont sur la table » → Ale mele sunt pe masă « Les miens sont sur la table ».
Le même rapport de possession peut être exprimé avec les adjectifs/pronoms possessifs singuliers de la 3e personne et avec le génitif des pronoms personnels de la même personne, ces derniers présentant l’avantage d’exprimer le genre du possesseur également : cărțile sale = cărțile lui « ses livres à lui » / cărțile ei « ses livres à elle » → pronom ale sale = ale lui/ei « les siens ». C’est pourquoi le pronom personnel au génitif est plus fréquent dans cet emploi. Par ailleurs, la forme de la 3e personne du pluriel de l’adjectif/pronom possessif est identique à celle du pronom personnel de la même personne au génitif : unchiul lor « leur oncle » → pronom al lor « le leur ».

## Les démonstratifs

### Les démonstratifs de proximité et d’éloignement
Les adjectifs démonstratifs de proximité et d’éloignement roumains sont :
| Distance    | Position      | Singulier                      | Singulier                            | Pluriel                            | Pluriel                             |
| Distance    | Position      | Masculin, neutre               | Féminin                              | Masculin                           | Féminin, neutre                     |
| ----------- | ------------- | ------------------------------ | ------------------------------------ | ---------------------------------- | ----------------------------------- |
| Proximité   | devant le nom | acest câine « ce chien »       | această chestiune « cette question » | acești oameni « ces gens »         | aceste flori « ces fleurs »         |
| Proximité   | après le nom  | timbrul acesta « ce timbre »   | fata aceasta « cette fille »         | copiii aceștia « ces enfants »     | caietele acestea « ces cahiers »    |
| Proximité   | après le nom  | băiatul ăsta « ce garçon »     | cartea asta « ce livre »             | pantofii ăștia « ces chaussures »  | femeile astea « ces femmes »        |
| Éloignement | devant le nom | acel copac « cet arbre-là »    | acea tufă « ce buisson-là »          | acei studenți « ces étudiants-là » | acele probleme « ces problèmes-là » |
| Éloignement | après le nom  | locul acela « cet endroit-là » | școala aceea « cette école-là »      | elevii aceia « ces élèves-là »     | grijile acelea « ces soucis-là »    |
| Éloignement | après le nom  | tipul ăla « ce type-là »       | ușa aia « cette porte-là »           | pomii ăia « ces arbres-là »        | ferestrele alea « ces fenêtres-là » |

Ces démonstratifs ont aussi un génitif-datif :
- acestui, acestei, acestor ;
- acestuia, acesteia, acestora ;
- ăstuia, ăsteia, ăstora ;
- acelui, acelei, acelor ;
- aceluia, aceleia, acelora ;
- ăluia, ăleia, ălora.

Il n’y a pas de différence de sens entre les constructions démonstratif + nom et nom + démonstratif. La place des adjectifs démonstratifs des lignes 1, 2, 4 et 5 est une question de registre de langue. Les formes postposées (acesta, etc.) sont plus fréquentes et plus courantes, alors que leurs variantes antéposées (acest, etc.) sont moins fréquentes et plus soutenues. Les formes des lignes 3 et 6 sont familières et placées toujours après le nom.
Il est à noter que, à la différence du français, les formes antéposées rendent à elles seules le nom déterminé de façon définie, alors que les formes postposées s’emploient avec le nom muni de l’article défini.
Les formes des adjectifs démonstratifs placés après le nom servent aussi de pronoms : Studentul acesta este american (adjectif) « Cet étudiant est américain » – Acesta este american (pronom) « Celui-ci est américain ».
Les pronoms démonstratifs d’éloignement ont aussi des formes plus brèves, provenant des adjectifs antéposés : cel, cea, cei, cele. On peut les utiliser à la place des pronoms d’éloignement entiers lorsqu’ils ont une épithète ou un complément : Acela de lângă Andrei este fratele meu « Celui-là près d’Andrei est mon frère » – Cel de lângă Andrei este fratele meu « Celui qui est près d’Andrei est mon frère ». Par ailleurs, ces mêmes formes brèves sont utilisées en tant qu’articles démonstratifs également.
Les pronoms aceasta/asta, aceea/aia peuvent être utilisés avec une valeur neutre. Cela veut dire que dans ce cas ils ne se réfèrent pas au genre, bien qu’ils soient de forme féminine. En général, ils ne se réfèrent pas à un nom concret ou abstrait mais, par exemple, à une action : Aceasta nu este recomandabil « Ce/Cela/Ceci n’est pas recommandé », Asta-i frumos din partea ta « C’est gentil de ta part ». L’attribut ne s’accorde pas avec ces pronoms. Ils peuvent aussi ce référer à un nom, quand son genre est sans intérêt ou inconnu. En se référant à n’importe quel nom, on peut, par exemple, demander Ce-i asta ? « Qu’est-ce que c’est ? »

### Autres démonstratifs
Les grammaires du roumain prennent en compte en tant que démonstratifs quelques autres mots également :
| Type                             | Singulier                                | Singulier                                     | Pluriel                                         | Pluriel                                       |
| Type                             | Masculin, neutre                         | Féminin                                       | Masculin, neutre                                | Féminin                                       |
| -------------------------------- | ---------------------------------------- | --------------------------------------------- | ----------------------------------------------- | --------------------------------------------- |
| Démonstratifs d’identification   | același (drum) « le même (chemin) »      | aceeași (persoană) « la même (personne) »     | aceiași (profesori) « les mêmes (professeurs) » | aceleași (străzi) « les mêmes (rues) »        |
| Démonstratifs de différenciation | celălalt (element) « l’autre (élément) » | cealaltă (autostradă) « l’autre (autoroute) » | ceilalți (factori) « les autres (facteurs) »    | celelalte (camioane) « les autres (camions) » |

Leur forme de génitif-datif est :
- aceluiași, aceleiași, acelorași ;
- celuilalt, celeilalte, celorlalți, celorlalte.

Chacune des formes ci-dessus peut être adjectif ou pronom. En tant qu’adjectifs, les démonstratifs d’identification ne peuvent être que antéposés, mais ceux de différenciation peuvent être postposés aussi : celălalt om ou omul celălalt « l’autre homme ».
Quelques autres mots encore, invariables, sont considérés par les grammaires du roumain comme des adjectifs démonstratifs « de qualification ». Leur sens à tous est « tel(le)(s) » : o atare sarcină « une telle tâche », o asemenea situație « une telle situation », așa condiții « de telles conditions », astfel de explicații « de telles explications ».

## Les interrogatifs
Cine ne peut être que pronom et se réfère toujours à une personne. Sa déclinaison est :
| N. | Cine este acolo ? « Qui est là ? »                        |
| G. | Al cui este creionul acesta ? « À qui est ce crayon ? »   |
| D. | Cui i-ai dat florile ? « À qui as-tu donné les fleurs ? » |
| A. | Pe cine ai invitat ? « Qui as-tu invité ? »               |

Ce pronom se réfère seulement à des inanimés et il est invariable : Ce ai cumpărat ? « Qu’est-ce que tu as acheté ? ». Il peut aussi être adjectif (Cu ce rochie te îmbraci diseară? « Quelle robe mets-tu ce soir ? »), y compris à valeur exclamative : Ce interesant! « Comme c’est intéressant ! »
Care interrogatif demande une identification. Il se réfère à des animés et à des inanimés, pouvant être pronom ou adjectif. Sa déclinaison :
|           |    |    | Adjectif                                                                                        | Pronom                                                                        |
| --------- | -- | -- | ----------------------------------------------------------------------------------------------- | ----------------------------------------------------------------------------- |
| Singulier | N. | N. | Care coleg(ă) vine ? « Quel(le) collègue vient ? »                                              | Care vine ? « Lequel/Laquelle vient ? »                                       |
| Singulier | G. | m. | Al cărui coleg e telefonul ? « À quel collègue est le téléphone ? »                             | Al căruia e telefonul ? « Auquel est le téléphone ? »                         |
| Singulier | G. | f. | A cărei colege e mașina ? « À quelle collègue est la voiture ? »                                | A căreia e mașina ? « À laquelle est la voiture ? »                           |
| Singulier | D. | m. | Cărui coleg îi convine asta ? « À quel collègue est-ce que ça convient ? »                      | Căruia îi convine asta ? « Auquel est-ce que ça convient ? »                  |
| Singulier | D. | f. | Cărei colege îi convine asta ? « À quelle collègue est-ce que ça convient ? »                   | Căreia îi convine asta ? « À laquelle est-ce que ça convient ? »              |
| Singulier | A. | A. | Cu care coleg(ă) îți place să lucrezi ? « Avec quel(le) collègue aimes-tu travailler ? »        | Cu care îți place să lucrezi ? « Avec lequel/laquelle aimes-tu travailler ? » |
| Pluriel   | N. | N. | Care colegi/colege vin ? « Quel(le)s collègue(s) viennent ? »                                   | Care vin ? « Lesquel(le)s viennent ? »                                        |
| Pluriel   | G. | G. | Al căror colegi/colege e biroul ăsta ? « À quel(le)s collègues est ce bureau ? »                | Al cărora e biroul ăsta ? « Auxquel(le)s est ce bureau ? »                    |
| Pluriel   | D. | D. | Căror colegi/colege le convine asta ? « À quel(le)s collègues est-ce que ça convient ? »        | Cărora le convine asta ? « Auxquel(le)s est-ce que ça convient ? »            |
| Pluriel   | A. | A. | Cu care colegi/colege îți place să lucrezi ? « Avec quel(le)s collègues aimes-tu travailler ? » | Cu care îți place să lucrezi ? « Avec lesquel(le)s aimes-tu travailler ? »    |

Le pronom/adjectif interrogatif se référant à la quantité est variable en genre et en nombre : cât, câtă, câți, câte « combien ». Adjectif : Câte kilograme ai cumpărat ? « Combien de kilos as-tu achetés ? » Pronom : Cât costă asta ? « Combien ça coûte ? » Au pluriel, il a aussi une forme de génitif-datif : Lucrările câtor studenți sunt deja corectate? « Les copies de combien d’étudiants sont déjà corrigées ? », Nu mai știu câtora le-am spus să vină mâine mai devreme « Je ne sais plus à combien j’ai dit de venir plus tôt demain ».

## Les relatifs
Les pronoms et les adjectifs interrogatifs peuvent aussi être utilisés en tant que relatifs. Dans cette qualité, ils introduisent une proposition relative tout en se référant à un élément de la proposition principale et en remplissant une fonction syntaxique dans la relative.

### Le relatifcare
Ce pronom relatif peut se référer à n’importe quel genre de nom de la proposition principale. Il correspond à presque tous les pronoms relatifs français. Sa déclinaison est la même que celle de l’interrogatif correspondant, mais il est rarement utilisé en tant qu’adjectif. Exemples :
băiatul care stă lângă mine « le garçon qui se tient à côté de moi » ;
cartea pe care am primit-o « le livre que j’ai reçu » ;
fata căreia i-am dat cartea « la fille à qui / à laquelle j’ai donné le livre » ;
Tânărul al cărui băiețel joacă în film este fratele meu « Le jeune homme dont le petit garçon joue dans le film, est mon frère ».

### Autres relatifs
Cine « qui » ne se réfère qu’à des personnes et ne peut être que pronom. Son génitif-datif est cui. Exemples : Cine sapă groapa altuia, cade singur în ea littéralement « Qui creuse la tombe d’autrui tombe lui-même dedans », Am dat-o cui am vrut « Je l’ai donné à qui j’ai voulu ».
Ce est invariable, se réfère toujours à des inanimés et peut être pronom ou adjectifs. Il correspond parfois à « ce qui » : Nu tot ce lucește este aur « Tout ce qui brille n’est pas or ». D’autres fois il correspond à « ce que » : Dă-mi tot ce vrei « Donne-moi tout ce que tu veux ». Il peut aussi correspondre à « quoi » : Asta e ceva la ce nu mă așteptam « C’est quelque chose à quoi je ne m’attendais pas ». Dans certains cas, ce peut remplacer care pronom (anii care / ce trec « les années qui passent » ) ou adjectif : Mă duc la care / ce film vreau « Je vais voir quel film je veux ».
Cât, câtă, câți, câte « autant de » est souvent adjectif : (Mă duc la câte filme vreau « Je vais voir autant de films que je veux »), mais aussi pronom : Dă-i atâta cât va cere « Donne-lui autant qu’il demandera ».
Ceea ce est un pronom relatif composé de valeur neutre, se référant à des inanimés dont le genre est inconnu ou sans importance, ainsi qu’à des actions. S’il est sujet, il correspond à « ce qui », s’il est complément – à « ce que » : Nu a spus adevărul, ceea ce nu e frumos din partea lui « Il n’a pas dit la vérité, ce qui n’est pas gentil de sa part », Am văzut și eu ceea ce văzuseră toți înaintea mea « Moi aussi, j’ai vu ce que d’autres avaient vu avant moi ».

## Indéfinis
Certains mots peuvent être adjectifs ou pronoms indéfinis, d’autres ne peuvent être que pronoms, d’autres encore ne peuvent être qu’adjectifs. D’un autre point de vue, certains indéfinis ont une forme de génitif-datif aussi bien au singulier qu’au pluriel, d’autres se mettent à ces cas seulement au pluriel, d’autres encore sont invariables. Le cas G.-D. de la plupart des pronoms diffère de celui des adjectifs par la terminaison -a.
Adjectifs et pronoms :
| Adjectif | Pronom |
| --- | --- |
| alt, altă, alți, alte (G.-D. altui, altei, altor) « autre » : Dă-mi alt stilou « Donne-moi un autre stylo » | altul « (un) autre’, alta « (une) autre », alții « d’autres » m., altele « d’autres » f. (G.-D. altuia, alteia, altora) : Dă-mi altul « Donne-m’en un autre » |
| atât, atâta, atâți(a), atâtea (G.-D. pl. atâtor) « tant de » : Atâția colegi au participat « Tant de collègues ont participé » | atât, atâta, atâți(a), atâtea (G.-D. pl. atâtor) « autant » : Atâția au participat « Autant en ont participé » |
| câtva « quelque » m., câtăva « quelque » f., câțiva « quelques » m., câteva « quelques » f. (G.-D. pl. câtorva) : E nevoie de câtva timp « Il est besoin de quelque temps » ; Sunt câteva probleme « Il y a quelques problèmes »              | câțiva, câteva (G.-D. pl. câtorva) « quelques-un(e)s » : Sunt câteva « Il y en a quelques-unes » |
| ceva « quelque » quantitatif : Mai sunt ceva bani « Il y a encore quelque argent » | ceva « quelque chose » : Este ceva aici « Il y a quelque chose là » |
| cutare (G.-D. cutărui, cutărei, cutăror) « tel(le)(s) » : Se știe că trebuie să te adresezi cutărei persoane « On sait qu’il faut s’adresser à telle personne »                                                                               | cutare (G.-D. cutăruia, cutăreia, cutărora) « un tel, une telle » : Se știe că trebuie să i te adresezi lui cutare « On sait qu’il faut s’adresser à un tel » |
| fiecare (G.-D. fiecărui, fiecărei) « chaque » : Fiecare persoană își are sarcina sa « Chaque personne a sa propre tâche » | fiecare (G.-D. fiecăruia, fiecăreia) « chacun(e) » : Fiecare își are sarcina sa « Chacun(e) a sa propre tâche » |
| mai mulți, mai multe (G.-D. m. et f. mai multor) « plusieurs » : Am văzut mai mulți iepuri « J’ai vu plusieurs lièvres » | mai mulți, mai multe (G.-D. masc. et fém. mai multora) « plusieurs » : Am văzut mai mulți « J’en ai vu plusieurs » |
| oricare (G.-D. oricărui, oricărei, pl. oricăror) « n’importe quel(le)(s) » : Oricare răspuns e bun « N’importe quelle réponse est bonne » | oricare (G.-D. oricăruia, oricăreia, pl. oricărora) « n’importe lequel/laquelle/lesquel(le)s » : Oricare e bun « N’importe laquelle est bonne » |
| oricât, oricâtă, oricâți, oricâte (G.-D. pl. oricâtor) « autant de » : Ia oricâte prăjituri vrei « Prends autant de gâteaux que tu veux » | oricât, oricâtă, oricâți, oricâte (G.-D. pl. oricâtora) « autant que » : 1. Ia oricâte vrei « Prends-en autant que tu veux » ; « n’importe combien » : Ia oricâte « Prends-en n’importe combien » |
| orice « quelque … que » : Orice întrebare ai avea, el îți va răspunde « Quelque question que tu aies, il te répondra » | orice 1. « quoi que » : Orice fac, el nu e mulțumit « Quoi que je fasse, il est mécontent » ; 2. « n’importe quoi » : Poți face orice « Tu peux faire n’importe quoi » |
| tot, toată, toți, toate « tout(e), tou(te)s » (G.-D. pl. tuturor) : Toți prietenii sunt aici « Tous les amis sont là » | tot(ul), toată, toți, toate « tout(e), tou(te)s » (G.-D. pl. tuturor) : Am făcut tot « J’ai tout fait. ; Totul a rămas acolo « Tout y est resté » |
| un, o « un(e) » (G.-D. unui, unei), unii, unele (G.-D. unor) « certain(e)s » : O carte e publicată, cealaltă nu « Un livre/L’un des livres est publié, l’autre non » ; Nu vorbesc cu unele persoane « Je ne parle pas à certaines personnes » | unul, una « l’un(e) » (G.-D. unuia, uneia), unii, unele « les un(e)s, certain(e)s » (G.-D. unora) : Unul vorbește, celălalt tace « L’un parle, l’autre se tait » ; Unii muncesc, ceilalți nu « Les uns travaillent, les autres non » ; Unii muncesc, alții nu « Certains travaillent, d’autres non »     |
| vreun, vreo (G.-D. vreunui, vreunei, pl. vreunor) « un(e) (quelconque), au moins un(e) » : Te-ai întâlnit cu vreo colegă ? « As-tu rencontré une collègue ? »                                                                                 | vreunul, vreuna, vreunii, vreunele « l’un d’entre eux, l’une d’entre elles, les uns d’entre eux, les unes d’entre elles ; au moins un(e)/quelques-un(e)s » (G.-D. vreunui, vreunei, vreunora) : Te-ai întâlnit cu vreuna ? « As-tu rencontré l’une d’entre elles ? / En as-tu rencontré au moins une ? » |

Pronoms uniquement :
- altceva « autre chose » : La început mi-ai spus altceva! « Au début tu m’as dit autre chose ! » ;
- altcineva (G.-D. altcuiva) « quelqu’un d’autre » : Altcineva are dicționar « Quelqu’un d’autre a un dictionnaire » ;
- careva (G.-D. m. căruiva, f. căreiva, pl. cărorva) « quelqu’un » (parmi plusieurs) : Vrea careva dintre voi să vină ? « Quelqu’un d’entre vous veut-il venir ? »
- cineva (G.-D. cuiva) « quelqu’un » : E cineva ciudat la ușă! « Il y a quelqu’un de bizarre à la porte ! »
- oricine (G.-D. oricui) « n’importe qui » : Invită pe oricine! « Invite n’importe qui ! »

Le mot invariable oarecare est uniquement adjectif. Son sens varie selon sa place par rapport au nom déterminé : Trebuie să manifestăm o oarecare toleranță « Il faut manifester une certaine tolérance » ; Acesta nu e un oraș oarecare « Ce n’est pas une ville quelconque ».

## Pronoms et adjectifs pronominaux négatifs
Pronoms :
- nimeni (G.-D. nimănui) « personne » : Nu văd pe nimeni aici « Je ne vois personne ici » ;
- nimic « rien » : Nu cumpăr nimic « Je n’achète rien » ;
- niciunul (G.-D. niciunuia), niciuna (G.-D. niciuneia), niciunii, niciunele (G.-D. niciunora) « aucun, -e » : Niciunul dintre ei n-a acceptat « Aucun d’eux n’a accepté »[16].

Adjectif : niciun (G.-D. niciunui), nicio (G.-D. niciunei) « aucun, -e » : Nu are nicio pretenție « Il/Elle n’a aucune exigence ».

## Sources bibliographiques
- (ro) Avram, Mioara, Gramatica pentru toți [« Grammaire pour tous »], Bucarest, Humanitas, 1997  (ISBN 973-28-0769-5)
- (ro) Bărbuță, Ion et al. Gramatica uzuală a limbii române [« Grammaire usuelle du roumain »], Chișinău, Litera, 2000  (ISBN 9975-74-295-5) (consulté le 19 février 2023)
- (en) Cojocaru, Dana, Romanian Grammar [« Grammaire roumaine »], SEELRC, 2003 (consulté le 25 mai 2017)
- (ro) Dicționare ale limbii române [« Dictionnaires du roumain »] (Dexonline) (consulté le 25 mai 2017)